# Llista de guardonats amb el Premi Nobel de la Pau

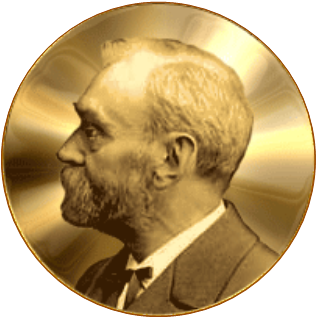
La publicació errònia de 1888 d'un obituari prematur d'Alfred Nobel per un diari francès, que el condemnava per haver inventat la dinamita, va poder haver estat la raó principal per la qual Nobel va decidir deixar un millor llegat després de la seva mort.

El Premi Nobel de la Pau és lliurat anualment pel Comitè Nobel Noruec «a la persona que ha fet el millor treball o la major quantitat de contribucions per a la fraternitat entre les nacions, la supressió o reducció d'exèrcits així com la participació i promoció de congressos de pau l'any immediatament anterior». Resulta destacable afegir que és un dels cinc Premis Nobel especificats al testament d'Alfred Nobel (1895; la seva mort va ocórrer a l'any següent), i lliurats per aportacions excel·lents fetes en els camps de la química, física, literatura, pau i fisiologia o medicina. Tal com assenyala el testament, el premi és administrat pel Comitè Nobel Noruec i lliurat per un comitè de cinc persones que són escollides pel Parlament Noruec. El primer Premi Nobel de la pau es va lliurar el 1901 a Frédéric Passy i Jean Henri Dunant. Cada beneficiari rep una medalla, un diploma i un premi monetari el valor del qual varia amb el pas del temps. Aquell any, Passy i Dunant van compartir un guardó de 150.782 corones sueques, el qual equivaldria a 7.731.004 corones sueques el desembre de 2008. En comparació, el mateix any Martti Ahtisaari, de Finlàndia, va rebre el premi junt amb una condecoració de 10.000.000 corones sueques (una mica més d'1 milió d'euros). El Premi de la Pau és presentat cada any a Oslo, en presència del rei, específicament el 10 de desembre, data en la qual es commemora l'aniversari de la mort del Nobel. Aquest és l'únic Premi Nobel que no és lliurat a Estocolm.
Així mateix, el Premi Nobel de la Pau és considerat el més controvertit dels Premis Nobel; moltes de les seves seleccions han estat fortament criticades. Mahatma Gandhi mai va guanyar el premi, malgrat haver estat nomenat fins i tot en cinc ocasions diferents. Després del seu assassinat el 1948, el comitè va considerar guardonar-lo de manera pòstuma, tanmateix al final va determinar retenir el guardó d'aquell any amb l'explicació que «no hi havia cap candidat viu que fos adequat». El 1961, Dag Hammarskjöld, que va morir després de la seva nominació i diversos mesos abans de l'anunci, es va convertir en l'únic receptor en haver estat reconegut postmortem; arran aquest fet, es van modificar els estatuts per evitar qualsevol premi pòstum futur. El 1973, Lê Ðức Thọ va declinar el Premi Nobel de la Pau, a causa que «ell no estava en una posició per acceptar el guardó, citant la situació al Vietnam com la seva raó primordial.» D'altra banda, Linus Pauling, 1962, és a la data l'única persona en haver estat guardonada amb dos Premis Nobel individuals; prèviament, havia rebut el Premi Nobel de Química el 1954. Al seu torn, el Comitè Internacional de la Creu Roja ha obtingut el premi en tres ocasions (1917, 1944 i 1963), mentre que l'Alt Comissionat de les Nacions Unides per als Refugiats ha guanyat la distinció en dos (1954 i 1981). Un total de vint dones han estat reconegudes amb l'esmentada condecoració, més que en qualsevol altre Premi Nobel. Fins al 2011, el guardó de la Pau ha estat lliurat a 101 persones i a 20 organitzacions. D'altra banda, hi ha hagut un total de 19 anys en els quals el Premi no ha estat lliurat, superant la quantitat de vegades que qualsevol altre premi de la mateixa organització.

## Guanyadors
| Any  | Guardonats                                                             | Guardonats                                                                                  | Estat                           | Motivació |                  |
| ---- | ---------------------------------------------------------------------- | ------------------------------------------------------------------------------------------- | ------------------------------- | --- | ---------------- |
| 1901 | Frédéric Passy                                                         | Frédéric Passy                                                                              | França                          | Economista i polític. Fundador de la Unió Interparlamentària i organitzador del primer Congrés Mundial per la Pau. |                  |
| 1901 | Jean Henri Dunant                                                      | Jean Henri Dunant                                                                           | Suïssa                          | Per ser el seu rol en la creació del Comitè Internacional de la Creu Roja |                  |
| 1902 | Élie Ducommun                                                          | Élie Ducommun                                                                               | Suïssa                          | Secretari honorari, Oficina Internacional per la Pau |                  |
| 1902 | Charles Albert Gobat                                                   | Charles Albert Gobat                                                                        | Suïssa                          | Secretari general, Unió Interparlamentària; secretari honorari, Oficina Internacional de la Pau |                  |
| 1903 | William Randal Cremer                                                  | William Randal Cremer                                                                       | Regne Unit                      | Membre, Parlament Britànic; secretari, Lliga Internacional d'Arbitratge |                  |
| 1904 | Institut De Dret Internacional                                         | Institut De Dret Internacional                                                              | Bèlgica                         | Pels seus esforços com un cos no oficial amb tal de formular els principis generals de la ciència de la llei internacional |                  |
| 1905 | Bertha Von Suttner                                                     | Bertha Von Suttner                                                                          | Àustria-hongria                 | President honorari de l'Oficina Internacional per la Pau; autora de Lay Down Your Arms |                  |
| 1906 | Theodore Roosevelt                                                     | Theodore Roosevelt                                                                          | Estats Units                    | Per la seva reeixida tasca de mediació per finalitzar la guerra russojaponesa i el seu interès en l'arbitratge, havent-li proporcionat al Tribunal d'Arbitratge de la Haia el seu primer cas |                  |
| 1907 | Ernesto Teodoro Moneta                                                 | Ernesto Teodoro Moneta                                                                      | Itàlia                          | El president de la Lliga Llombarda per la Pau, era el treballador per la pau més prominent a Itàlia |                  |
| 1907 | Louis Renault                                                          | Louis Renault                                                                               | França                          | El professor de la Llei Internacional, era el delegat permanent de França en el Tribunal de la Haia |                  |
| 1908 | Klas Pontus Arnoldson                                                  | Klas Pontus Arnoldson                                                                       | Suècia                          | Fundador de la Societat Sueca per la Pau i l'Arbitratge |                  |
| 1908 | Fredrik Bajer                                                          | Fredrik Bajer                                                                               | Dinamarca                       | Pel seu treball en la Unió Interparlamentària a l'ésser el primer president de l'Oficina Internacional per la Pau |                  |
| 1909 | Auguste Beernaert                                                      | Auguste Beernaert                                                                           | Bèlgica                         | Ex-primer ministre; membre, Parlament Federal de Bèlgica; membre de la Cort Permanent d'Arbitratge |                  |
| 1909 | Paul d'Estournelles                                                    | Paul d'Estournelles                                                                         | França                          | Membre, Parlament francès (Sénateur); fundador i president del grup parlamentari francès d'arbitratge voluntari; fundador, comitè de defensa dels interessos nacionals i de conciliació internacional |                  |
| 1910 | Oficina Internacional per la Pau                                       | Oficina Internacional per la Pau                                                            | Suïssa                          | Fundada el 1891 |                  |
| 1911 | Tobias Michael Carel Asser                                             | Tobias Michael Carel Asser                                                                  | Països Baixos                   | Iniciador de la Conferència de la Haia de Dret Internacional Privat, ministre del gabinet; advocat |                  |
| 1911 | Alfred Hermann Fried                                                   | Alfred Hermann Fried                                                                        | Àustria                         | Periodista; fundador de Die Friedenswarte |                  |
| 1912 | Elihu Root                                                             | Elihu Root                                                                                  | Estats Units                    | Ex-secretari d'Estat; creador de diversos tractats d'arbitratge |                  |
| 1913 | Henri La Fontaine                                                      | Henri La Fontaine                                                                           | Bèlgica                         | Membre, Parlament de Bèlgica (Sénateur); president, Oficina Internacional per la pau |                  |
| 1914 | No es va lliurar                                                       | No es va lliurar                                                                            | No es va lliurar                | No es va lliurar |                  |
| 1915 | No es va lliurar                                                       | No es va lliurar                                                                            | No es va lliurar                | No es va lliurar |                  |
| 1916 | No es va lliurar                                                       | No es va lliurar                                                                            | No es va lliurar                | No es va lliurar |                  |
| 1917 | Comitè Internacional de la Creu Roja                                   | Comitè Internacional de la Creu Roja                                                        | Suïssa                          | [ 31 ] |                  |
| 1918 | No es va lliurar                                                       | No es va lliurar                                                                            | No es va lliurar                | No es va lliurar |                  |
| 1919 | Woodrow Wilson                                                         | Woodrow Wilson                                                                              | Estats Units                    | President dels Estats Units d'Amèrica; fundador de la Societat de Nacions |                  |
| 1920 | Léon Victor Auguste Bourgeois                                          | Léon Victor Auguste Bourgeois                                                               | França                          | Ex-secretari d'Estat; President, Parlament francès (Sénat); President, consell de la Societat de Nacions |                  |
| 1921 | Hjalmar Branting                                                       | Hjalmar Branting                                                                            | Suècia                          | Primer Ministre de Suècia; delegat suec, consell de la Societat de Nacions |                  |
| 1921 | Christian Lous Lange                                                   | Christian Lous Lange                                                                        | Noruega                         | Secretari general de la Unió Interparlamentària |                  |
| 1922 | Fridtjof Nansen                                                        | Fridtjof Nansen                                                                             | Noruega                         | Científic; explorador; delegat noruec, Societat de Nacions; creador del Passaport Nansen |                  |
| 1923 | No es va lliurar                                                       | No es va lliurar                                                                            | No es va lliurar                | No es va lliurar |                  |
| 1924 | No es va lliurar                                                       | No es va lliurar                                                                            | No es va lliurar                | No es va lliurar |                  |
| 1925 | Austen Chamberlain                                                     | Austen Chamberlain                                                                          | Regne Unit                      | Secretari de Relacions Exteriors; cocreador dels Tractats de Locarno |                  |
| 1925 | Charles Gates Dawes                                                    | Charles Gates Dawes                                                                         | Estats Units                    | Vicepresident dels Estats Units d'Amèrica; president de la Comissió Aliada de Reparació (creador del Pla Dawes) |                  |
| 1926 | Aristide Briand                                                        | Aristide Briand                                                                             | França                          | Ministre de Relacions Exteriors; cocreador dels Tractats de Locarno i el Pacte Briand-kellogg |                  |
| 1926 | Gustav Stresemann                                                      | Gustav Stresemann                                                                           | Alemanya                        | Ex-Gran Canceller (Reichs-kanzler); Ministre de Relacions Exteriors; cocreador dels Tractats de Locarn |                  |
| 1927 | Ferdinand Buisson                                                      | Ferdinand Buisson                                                                           | França                          | Exprofessor, La Sorbona, París; fundador i president, Lliga pels Drets Humans |                  |
| 1927 | Ludwig Quidde                                                          | Ludwig Quidde                                                                               | Alemanya                        | Professor, Universitat Lliure de Berlín; membre, Parlament alemany; participant de diverses conferències de pau |                  |
| 1928 | No es va lliurar                                                       | No es va lliurar                                                                            | No es va lliurar                | No es va lliurar |                  |
| 1929 | Frank Billings Kellogg                                                 | Frank Billings Kellogg                                                                      | Estats Units                    | Ex-secretari d'Estat; cocreador del Pacte Briand-Kellogg' |                  |
| 1930 | Lars Olof Nathan Söderblom                                             | Lars Olof Nathan Söderblom                                                                  | Suècia                          | Arquebisbe; líder en el moviment ecumènic |                  |
| 1931 | Jane Addams                                                            | Jane Addams                                                                                 | Estats Units                    | Sociòloga; president internacional, Lliga Internacional de Dones Pro Pau i Llibertat |                  |
| 1931 | Nicholas Murray Butler                                                 | Nicholas Murray Butler                                                                      | Estats Units                    | President, Universitat de Colúmbia; promotor del Pacte Briand-Kellogg |                  |
| 1932 | No es va lliurar                                                       | No es va lliurar                                                                            | No es va lliurar                | No es va lliurar |                  |
| 1933 | Norman Angell (ralph Lane)                                             | Sir Ralph Norman Angell                                                                     | Regne Unit                      | Escriptor; membre, comitè executiu de la Societat de Nacions i del Consell Nacional de Pau |                  |
| 1934 | Arthur Henderson                                                       | Arthur Henderson                                                                            | Regne Unit                      | Ex-secretari de Relacions Exteriors; president, Conferència de Desarmament el 1932 |                  |
| 1935 | Carl Von Ossietzky                                                     | Carl Von Ossietzky                                                                          | Alemanya                        | Periodista (die Weltbühne); pacifista |                  |
| 1936 | Carlos Saavedra Lames                                                  | Carlos Saavedra Lames                                                                       | Argentina                       | Secretari d'Estat; president, Societat de Nacions; mitjancer en el conflicte entre el Paraguai i Bolívia |                  |
| 1937 | Vescomte Cecil De Chelwood (lord Edgar Algernon Robert Gascoyne Cecil) | Vescomte Cecil De Chelwood (lord Edgar Algernon Robert Gascoyne Cecil)                      | Regne Unit                      | Escriptor, Ex-Lord del Segell Privat; fundador i president, Campanya Internacional per la Pau |                  |
| 1938 | Oficina Internacional Nansen pels Refugiats                            | Oficina Internacional Nansen pels Refugiats                                                 | Suïssa                          | Una organització internacional de beneficència, instituïda per Fridtjof Nansen el 1921 |                  |
| 1939 | No es va lliurar                                                       | No es va lliurar                                                                            | No es va lliurar                | No es va lliurar | No es va lliurar |
| 1940 | No es va lliurar                                                       | No es va lliurar                                                                            | No es va lliurar                | No es va lliurar | No es va lliurar |
| 1941 | No es va lliurar                                                       | No es va lliurar                                                                            | No es va lliurar                | No es va lliurar | No es va lliurar |
| 1942 | No es va lliurar                                                       | No es va lliurar                                                                            | No es va lliurar                | No es va lliurar | No es va lliurar |
| 1943 | No es va lliurar                                                       | No es va lliurar                                                                            | No es va lliurar                | No es va lliurar | No es va lliurar |
| 1944 | Comitè Internacional de la Creu Roja                                   | Comitè Internacional de la Creu Roja                                                        | Suïssa                          | [ 47 ] |                  |
| 1945 | Cordell Hull                                                           | Cordell Hull                                                                                | Estats Units                    | Ex-secretari d'Estat; destacat participant en l'origen de l'Organització de les Nacions Unides |                  |
| 1946 | Emily Greene Balch                                                     | Emily Greene Balch                                                                          | Estats Units                    | Exprofessora d'Història i Sociologia; president honorari internacional, Lliga Internacional de Dones Pro Pau i Llibertat |                  |
| 1946 | John Raleigh Mott                                                      | John Raleigh Mott                                                                           | Estats Units                    | President, Consell Missioner Internacional; president, Associació Cristiana de Joves |                  |
| 1947 |                                                                        | Els Quàquers (representats perFriends Service Council i American Friends Service Committee) |                                 | [ 50 ] |                  |
| 1948 | No es va lliurar                                                       | No es va lliurar                                                                            | No es va lliurar                | No es va lliurar |                  |
| 1949 | John Boyd Orr                                                          | John Boyd Orr                                                                               | Regne Unit                      | Metge; polític alimentari; organitzador notable i director de l'Organització per l'alimentació i l'agricultura (FAO); president, Consell Nacional per la Pau i la Unió Mundial d'Organitzacions de Pau |                  |
| 1950 | Ralph Bunche                                                           | Ralph Bunche                                                                                | Estats Units                    | Professor, Universitat Harvard, Cambridge, Dt.; director, divisió de fideïcomissos, U.N.; mitjancer actiu a Palestina, 1948 |                  |
| 1951 | Léon Jouhaux                                                           | Léon Jouhaux                                                                                | França                          | President del Comitè Internacional del Consell Europeu, vicepresident de la Confederació Internacional d'Organitzacions Sindicals Lliures, vicepresident de la Federació Sindical Mundial, membre del consell de l'Oit, delegat de les Nacions Unides |                  |
| 1952 |                                                                        | Albert Schweitzer                                                                           | França                          | Cirurgià missioner; fundador de Lambaréné (República del Gabon) |                  |
| 1953 | George Catlett Marshall                                                | George Catlett Marshall                                                                     | Estats Units                    | President general de la Creu Roja nord-americana; ex-Secretari d'Estat i de Defensa; delegat NU; creador del Pla Marshall |                  |
| 1954 |                                                                        | Alt Comissionat de les Nacions Unides per als Refugiats (ACNUR)                             | Suïssa                          | Una organització internacional de beneficència fundada per U.N. el 1951 |                  |
| 1955 | No es va lliurar                                                       | No es va lliurar                                                                            | No es va lliurar                | No es va lliurar |                  |
| 1956 | No es va lliurar                                                       | No es va lliurar                                                                            | No es va lliurar                | No es va lliurar |                  |
| 1957 | Lester Bowles Pearson                                                  | Lester Bowles Pearson                                                                       | Canadà                          | Ex-secretari d'Estat d'Assumptes Exteriors del Canadà; expresident del 7mo període de sessions de l'Assemblea General de les Nacions Unides; pel seu paper en els esforços per concloure el Conflicte de suez i resoldre la qüestió d'Orient Mitjà per mitjà de les Nacions Unides |                  |
| 1958 | Georges Piri                                                           | Georges Piri                                                                                | Bèlgica                         | Pare dels Dominics; líder de l'organització de beneficència per als refugiats "L'Europe du Coeur au Service du Monde" |                  |
| 1959 |                                                                        | Philip J. Noel-baker                                                                        | Regne Unit                      | Membre del Parlament; treballador vehement de tota la vida per a la pau i cooperació internacional |                  |
| 1960 |                                                                        | Albert Lutuli                                                                               | Sud-àfrica                      | President del Congrés Nacional Africà, va estar a l'avantguarda en la lluita contra l'apartheid a Sud-àfrica |                  |
| 1961 | Dag Hjalmar Agne Carl Hammarskjöld                                     | Dag Hjalmar Agne Carl Hammarskjöld                                                          | Suècia                          | Secretari general d'U.N., guardonat per enfortir l'organització |                  |
| 1962 |                                                                        | Linus Carl Pauling                                                                          | Estats Units                    | Per la seva campanya contra la prova d'armes nuclears |                  |
| 1963 | Comitè Internacional de la Creu Roja                                   | Comitè Internacional de la Creu Roja                                                        | Suïssa                          | [ 63 ] |                  |
| 1963 | Lliga De Societats De La Creu Roja                                     | Lliga De Societats De La Creu Roja                                                          | Suïssa                          | [ 63 ] |                  |
| 1964 | Martin Luther King                                                     | Martin Luther King                                                                          | Estats Units                    | Líder de la Conferència Sud de Lideratge Cristià |                  |
| 1965 |                                                                        | Fons de Nacions Unides per a la infància                                                    | Nacions Unides                  | [ 65 ] |                  |
| 1966 | No es va lliurar                                                       | No es va lliurar                                                                            | No es va lliurar                | No es va lliurar |                  |
| 1967 | No es va lliurar                                                       | No es va lliurar                                                                            | No es va lliurar                | No es va lliurar |                  |
| 1968 |                                                                        | René Cassin                                                                                 | França                          | President del Tribunal Europeu de Drets Humans |                  |
| 1969 | Organització Internacional Del Treball                                 | Organització Internacional del Treball                                                      | Nacions Unides                  | [ 67 ] |                  |
| 1970 |                                                                        | Norman E. Borlaug                                                                           | Estats Units                    | Centre Internacional de Millorament de Blat i Moro; per les seves contribucions a la "revolució verda" que va estar impactant a la producció d'aliments, particularment en Àsia i en Llatinoamèrica |                  |
| 1971 |                                                                        | Willy Brandt                                                                                | RFA                             | Canceller de la República Federal d'Alemanya; per la seva Ostpolitik d'Alemanya Occidental |                  |
| 1972 | No es va lliurar                                                       | No es va lliurar                                                                            | No es va lliurar                | No es va lliurar |                  |
| 1973 | Henry A. Kissinger                                                     | Henry A. Kissinger                                                                          | Estats Units                    | «Per l'Acord de París de 1973 destinat a aconseguir una cessació al foc en la guerra del Vietnam i la retirada de les forces nord-americanes». |                  |
| 1973 | Lê Ðức Thọ                                                             | Lê Ðức Thọ (el va rebutjar)                                                                 | Vietnam                         | «Per l'Acord de París de 1973 destinat a aconseguir una cessació al foc en la guerra del Vietnam i la retirada de les forces nord-americanes». |                  |
| 1974 | Seán MacBride                                                          | Seán Macbride                                                                               | Irlanda                         | President de l'Oficina Internacional per la Pau; president de la Comissió de Namíbia. Pel seu fort interès en els drets humans: dirigint la Convenció Europea de Drets Humans a través del Consell d'Europa, ajudant a trobar i després encapçalar Amnistia Internacional així com servint com a secretari general de la Comissió Internacional de Juristes                                      |                  |
| 1974 | Eisaku Sato                                                            | Eisaku Sato                                                                                 | Japó                            | Primer Ministre del Japó, pel seu rebuig de l'opció nuclear per al Japó i els seus esforços per aconseguir una major reconciliació a nivell regional |                  |
| 1975 |                                                                        | Andrei Sàkharov                                                                             | Unió Soviètica                  | Per la seva lluita a favor dels drets humans, negació d'armes i cooperació entre totes les nacions |                  |
| 1976 | Betty Williams                                                         | Betty Williams                                                                              | Regne Unit                      | Fundadora del Moviment de Pau d'Irlanda del Nord (després rebatejat a Comunitat de Gent de Pau) |                  |
| 1976 |                                                                        | Mairead Corrigan                                                                            | Regne Unit                      | Fundadora del Moviment de Pau d'Irlanda del Nord (després rebatejat a Comunitat de Gent de Pau) |                  |
| 1977 |                                                                        | Amnistia Internacional                                                                      | Regne Unit                      | Per protegir els drets humans dels presos de consciència |                  |
| 1978 | Mohamed Anwar Al-sadat                                                 | Mohamed Anwar Al-sadat                                                                      | Egipte                          | Pels Acords de Camp David, els quals van donar lloc a una pau negociada entre Egipte i Israel |                  |
| 1978 | Menachem Begin                                                         | Menachem Begin                                                                              | Israel                          | Pels Acords de Camp David, els quals van donar lloc a una pau negociada entre Egipte i Israel |                  |
| 1979 | Mare Teresa                                                            | Mare Teresa                                                                                 | Índia                           | Líder de les Missioneres de la Caritat». |                  |
| 1980 | Adolfo Pérez Esquivel                                                  | Adolfo Pérez Esquivel                                                                       | Argentina                       | Líder dels drets humans; va fundar organitzacions de drets humans no-violentes per lluitar contra la junta militar que governava el seu país (Argentina). |                  |
| 1981 |                                                                        | Alt Comissionat de les Nacions Unides per als Refugiats (ACNUR)                             | Nacions Unides                  | Una organització internacional de beneficència fundada per l'U.N. el 1951 |                  |
| 1982 | Alva Myrdal                                                            | Alva Myrdal                                                                                 | Suècia                          | Pel seu magnífic treball en les negociacions de desarmament de les Nacions Unides, on ambdós han assumit rols crucials i reconeixement guanyat internacional |                  |
| 1982 | Alfonso García Robles                                                  | Alfonso García Robles                                                                       | Mèxic                           | Pel seu magnífic treball en les negociacions de desarmament de les Nacions Unides, on ambdós han assumit rols crucials i reconeixement guanyat internacional |                  |
| 1983 | Lech Wałęsa                                                            | Lech Wałęsa                                                                                 | Polònia                         | Fundador de la Solidaritat; activista pels drets humans |                  |
| 1984 | Desmond Mpilo Tutu                                                     | Desmond Mpilo Tutu                                                                          | Sud-àfrica                      | Bisbe de Johannesburg; exsecretari general, Consell Sud-Africà d'Esglésies |                  |
| 1985 |                                                                        | Associació Internacional de Metges per a la Prevenció de la Guerra NUCLEAR                  | Estats Units                    | Per la seva informació fidedigna i per crear consciència de les conseqüències catastròfiques de la guerra atòmica. El comitè considera que aquesta, al seu torn, contribueix a un augment de la pressió per part de l'oposició pública a la proliferació d'armes atòmiques portant a una redefinició de prioritats, prestant així una major atenció a la salut i a d'altres aspectes humanitaris |                  |
| 1986 | Elie Wiesel                                                            | Elie Wiesel                                                                                 | Estats Units                    | President de la "Comissió Presidencial sobre l'Holocaust" |                  |
| 1987 | Óscar Àries Sánchez                                                    | Óscar Àries Sánchez                                                                         | Costa Rica                      | Pel seu treball per la pau a Amèrica Central, esforços que van conduir a l'acord firmat a Guatemala el 7 d'agost d'aquest any |                  |
| 1988 |                                                                        | Forces de Pau de les Nacions Unides                                                         | Nacions Unides                  | Pels seus esforços que han derivat en importants contribucions cap a la realització d'un dels principis fonamentals de les Nacions Unides |                  |
| 1989 | 14è Dalai Lama (Tenzin Gyatso)                                         | 14è Dalai Lama (Tenzin Gyatso)                                                              | Tibet                           | Per a la seva lluita a favor de l'alliberament del Tibet i conseqüentment haver-se oposat a l'ús de la violència. En canvi, ha advocat per solucions pacífiques basades en la tolerància i el respecte mutu a fi de preservar el patrimoni històric i cultural del seu poble |                  |
| 1990 | Mikhaïl Gorbatxov                                                      | Mikhaïl Gorbatxov                                                                           | Unió Soviètica                  | Cap d'Estat de la Unió Soviètica, pel seu lideratge en el procés de pau que avui en dia caracteritza a parts importants de la comunitat internacional |                  |
| 1991 | Aung San Suu Kyi                                                       | Aung San Suu Kyi                                                                            | Birmània                        | Per la seva lluita no-violenta per la democràcia i els drets humans |                  |
| 1992 | Rigoberta Menchú Tum                                                   | Rigoberta Menchú Tum                                                                        | Guatemala                       | Pel seu treball a favor de la justícia social i de la reconciliació etno-cultural basat en el respecte dels drets de les persones indígenes |                  |
| 1993 | Nelson Mandela                                                         | Nelson Mandela                                                                              | Sud-àfrica                      | Pel seu treball per al final pacífic del règim d'apartheid, i per establir les bases per a una nova Sud-àfrica democràtica |                  |
| 1993 | Frederik Willem de Klerk                                               | Frederik Willem De Klerk                                                                    | Sud-àfrica                      | Pel seu treball per al final pacífic del règim d'apartheid, i per establir les bases per a una nova Sud-àfrica democràtica |                  |
| 1994 |                                                                        | Yasser Arafat                                                                               | Palestina                       | Per honrar un acte polític que va requerir gran valentia d'ambdós costats, i que ha obert oportunitats per a un nou desenvolupament cap a la fraternitat a l'Orient Mitjà |                  |
| 1994 | Isaac Rabin                                                            | Isaac Rabin                                                                                 | Israel                          | Per honrar un acte polític que va requerir gran valentia d'ambdós costats, i que ha obert oportunitats per a un nou desenvolupament cap a la fraternitat a l'Orient Mitjà |                  |
| 1994 |                                                                        | Ximon Peres                                                                                 | Israel                          | Per honrar un acte polític que va requerir gran valentia d'ambdós costats, i que ha obert oportunitats per a un nou desenvolupament cap a la fraternitat a l'Orient Mitjà |                  |
| 1995 | Joseph Rotblat                                                         | Joseph Rotblat                                                                              | Regne Unit                      | Pels seus esforços per disminuir el paper exercit per les armes nuclears en la política internacional i, a llarg termini, per eliminar les esmentades armes |                  |
| 1995 |                                                                        | Conferència Pugwash                                                                         | Canadà                          | Pels seus esforços per disminuir el paper exercit per les armes nuclears en la política internacional i, a llarg termini, per eliminar les esmentades armes |                  |
| 1996 | Carlos Felipe Ximenes Belo                                             | Carlos Felipe Ximenes Belo                                                                  | Timor Oriental                  | Pel seu treball cap a una solució justa i pacífica per al conflicte a Timor Oriental |                  |
| 1996 | José Ramos-Horta                                                       | José Ramos-Horta                                                                            | Timor Oriental                  | Pel seu treball cap a una solució justa i pacífica per al conflicte a Timor Oriental |                  |
| 1997 |                                                                        | Campanya Internacional per a la Prohibició de les Mines Antipersones                        | Estats Units                    | Per les seves contribucions per a la prohibició i neteja de les mines antipersones |                  |
| 1997 |                                                                        | Jody Williams                                                                               | Estats Units                    | Per les seves contribucions per a la prohibició i neteja de les mines antipersones |                  |
| 1998 | John Hume                                                              | John Hume                                                                                   | Regne Unit                      | Pels seus esforços per trobar una solució pacífica al conflicte a Irlanda del Nord |                  |
| 1998 |                                                                        | David Trimble                                                                               | Regne Unit                      | Pels seus esforços per trobar una solució pacífica al conflicte a Irlanda del Nord |                  |
| 1999 |                                                                        | Metges Sense Fronteres                                                                      | Suïssa                          | En reconeixement de la tasca humanitària pionera de l'organització a diversos continents |                  |
| 2000 | Kim Dae Jung                                                           | Kim Dae Jung                                                                                | Corea del Sud                   | Pel seu treball a favor de la democràcia i els drets humans a Corea del Sud i a Àsia Oriental en general, i particularment per la pau i reconciliació amb Corea del Nord |                  |
| 2001 | Forces de Pau de les Nacions Unides                                    | Organització de les Nacions Unides                                                          |                                 | Pel seu treball per a un món més ben organitzat i més pacífic |                  |
| 2001 | Kofi Annan                                                             | Kofi Annan                                                                                  | Ghana                           | Pel seu treball per a un món més ben organitzat i més pacífic |                  |
| 2002 | Jimmy Carter                                                           | Jimmy Carter                                                                                | Estats Units                    | Per les seves dècades d'esforç incansable per trobar solucions pacífiques als conflictes internacionals, i promoure la democràcia i els drets humans, així com per promoure el desenvolupament econòmic i social |                  |
| 2003 |                                                                        | Shirin Ebadi                                                                                | Iran                            | Pels seus esforços per la democràcia i els drets humans. S'ha centrat especialment en la lluita pels drets de les dones i els nens |                  |
| 2004 |                                                                        | Wangari Muta Maathai                                                                        | Kenya                           | Per la seva contribució per al desenvolupament sostenible, la democràcia i la pau |                  |
| 2005 | Organisme Internacional d'Energia Atòmica                              | Organisme Internacional d'Energia Atòmica                                                   | Nacions Unides                  | Pels seus esforços per prevenir l'ús de l'energia nuclear amb finalitats militars i assegurar que l'energia nuclear amb propòsits pacífics sigui usada de la manera més segura possible |                  |
| 2005 | Mohamed Elbaradei                                                      | Mohamed Elbaradei                                                                           | Egipte                          | Pels seus esforços per prevenir l'ús de l'energia nuclear amb finalitats militars i assegurar que l'energia nuclear amb propòsits pacífics sigui usada de la manera més segura possible |                  |
| 2006 |                                                                        | Muhammad Yunus                                                                              | Bangladesh                      | Per promoure oportunitats econòmiques i socials per als pobres, especialment les dones, a través del seu projecte pioner del microcrèdit |                  |
| 2006 |                                                                        | Banc Grameen                                                                                | Bangladesh                      | Per promoure oportunitats econòmiques i socials per als pobres, especialment les dones, a través del seu projecte pioner del microcrèdit |                  |
| 2007 | Al Gore                                                                | Al Gore                                                                                     | Estats Units                    | Pels seus esforços per construir i difondre un major coneixement sobre el canvi climàtic provocat per l'home, i per establir les bases de les mesures que són necessàries per contrarestar aquest canvi |                  |
| 2007 |                                                                        | Grup Intergovernamental sobre el Canvi Climàtic                                             | Nacions Unides                  | Pels seus esforços per construir i difondre un major coneixement sobre el canvi climàtic provocat per l'home, i per establir les bases de les mesures que són necessàries per contrarestar aquest canvi |                  |
| 2008 | Martti Ahtisaari                                                       | Martti Ahtisaari                                                                            | Finlàndia                       | Pels seus importants esforços, a diversos continents i durant més de tres dècades, per resoldre els conflictes internacionals |                  |
| 2009 | Barack Obama                                                           | Barack Obama                                                                                | Estats Units                    | Només molt rares vegades una persona té el mateix abast que Obama ha tingut en capturar l'atenció del món i brindar-li al seu poble l'esperança d'un futur millor |                  |
| 2010 | Liu Xiaobo                                                             | Liu Xiaobo                                                                                  | Xina                            | Per la seva lluita no-violenta i duradora per defensar els drets humans fonamentals a la Xina |                  |
| 2011 | Ellen Johnson-sirleaf                                                  | Ellen Johnson-sirleaf                                                                       | Libèria                         | Per la seva lluita no-violenta per la seguretat de les dones i els drets de les dones a la plena participació en l'obra de construcció de la pau |                  |
| 2011 |                                                                        | Leymah Gbowee                                                                               | Libèria                         | Per la seva lluita no-violenta per la seguretat de les dones i els drets de les dones a la plena participació en l'obra de construcció de la pau |                  |
| 2011 | Tawakkul Karman                                                        | Tawakkul Karman                                                                             | Iemen                           | Per la seva lluita no-violenta per la seguretat de les dones i els drets de les dones a la plena participació en l'obra de construcció de la pau |                  |
| 2012 | Unió Europea                                                           | Unió Europea                                                                                | Europa                          | Per la seva contribució a la pau i la reconciliació, la democràcia i els drets humans a Europa. |                  |
| 2013 | Organització per la Prohibició de les Armes Químiques                  | Organització per la Prohibició de les Armes Químiques                                       | Països Baixos                   | Pels seus esforços en eliminar les armes químiques." |                  |
| 2014 |                                                                        | Malala Yousafzai                                                                            | Pakistan                        | Per la seva lluita contra la supressió de la infància i la gent jove i pel dret de tots els nens a l'educació (Amb 17 anys, Yousafzai es converteix en la receptora més jove d'un Premi Nobel de la Pau.) |                  |
| 2014 | Kailash Satyarthi                                                      | Kailash Satyarthi                                                                           | Índia                           | Per la seva lluita contra la supressió de la infància i la gent jove i pel dret de tots els nens a l'educació (Amb 17 anys, Yousafzai es converteix en la receptora més jove d'un Premi Nobel de la Pau.) |                  |
| 2015 |                                                                        | Quartet de Diàleg Nacional de Tunísia                                                       | Tunisia                         | Per la seva contribució decisiva en la construcció d'una democràcia plural a Tunísia després de la Revolució del Gessamí de 2011 |                  |
| 2016 |                                                                        | Juan Manuel Santos Calderón                                                                 | Colòmbia                        | "Pels seus esforços resolutius a acabar amb la guerra civil del país de més de 50 anys, guerra que ha costat la vida de com a mínim 220.000 colombians i ha desplaçat gairebé sis milions de persones" |                  |
| 2017 |                                                                        | Campanya Internacional per l'Abolició de les Armes Nuclears                                 | Suïssa                          | "Per la seva feina en centrar l'atenció en les conseqüències humanitàries catastròfiques de tot ús de les armes nuclears i pels seus esforços innovadors per aconseguir la prohibició per tractat d'aquest tipus d'armes." |                  |
| 2018 | Denis Mukwege                                                          | Denis Mukwege                                                                               | República Democràtica del Congo | "Pels seus esforços per acabar amb l'ús de la violència sexual com a arma de guerra i conflictes armats" |                  |
| 2018 | Nadia Murad                                                            | Nadia Murad                                                                                 | Iraq                            | "Pels seus esforços per acabar amb l'ús de la violència sexual com a arma de guerra i conflictes armats" |                  |
| 2019 |                                                                        | Abiy Ahmed                                                                                  | Etiòpia                         | "Pels seus esforços per aconseguir la pau i la cooperació internacional, particularment per la seva iniciativa decisiva destinada a resoldre el conflicte fronterer amb Eritrea" |                  |
| 2020 | Programa Mundial d'Aliments                                            | Programa Mundial d'Aliments                                                                 | Nacions Unides                  | "Pels seus esforços per combatre la fam, per la seva contribució a millorar les condicions per a la pau en àrees afectades per conflictes i per actuar com una força impulsora dels esforços per evitar l'ús de la fam com una arma de guerra i de conflicte". |                  |
| 2021 |                                                                        | Maria Ressa                                                                                 | Filipines                       | "pels seus esforços per salvaguardar la llibertat d'expressió, que és una condició prèvia per a la democràcia i la pau duradora" |                  |
| 2021 |                                                                        | Dmitri Muràtov                                                                              | Rússia                          | "pels seus esforços per salvaguardar la llibertat d'expressió, que és una condició prèvia per a la democràcia i la pau duradora" |                  |
| 2022 |                                                                        | Ales Bialiatski                                                                             | Belarús                         | "per promoure el dret a la crítica del poder ia la protecció dels drets fonamentals dels ciutadans i per fer un esforç extraordinari per documentar els crims de guerra, les violacions dels drets humans i l'abús de poder" |                  |
| 2022 |                                                                        | Memorial                                                                                    | Rússia                          | "per promoure el dret a la crítica del poder ia la protecció dels drets fonamentals dels ciutadans i per fer un esforç extraordinari per documentar els crims de guerra, les violacions dels drets humans i l'abús de poder" |                  |
| 2022 |                                                                        | Centre per a les Llibertats Civils                                                          | Ucraïna                         | "per promoure el dret a la crítica del poder ia la protecció dels drets fonamentals dels ciutadans i per fer un esforç extraordinari per documentar els crims de guerra, les violacions dels drets humans i l'abús de poder" |                  |
| 2023 |                                                                        | Narges Mohammadi                                                                            | Iran                            | "per la seva lluita contra l'opressió de les dones a l'Iran i la seva lluita per a promoure els drets humans i la llibertat per a tothom" |                  |

## Guardonats per país
En la següent llista es calcula el nombre de guardonats atorgant un punt per guanyador i país i mig punt si té doble nacionalitat.
| Nació                           | Nombre de guardonats |
| ------------------------------- | -------------------- |
| Organismes internacionals       | 22                   |
| Estats Units                    | 21                   |
| Regne Unit                      | 12                   |
| França                          | 9                    |
| Suècia                          | 5                    |
| Alemanya                        | 4                    |
| Sud-àfrica                      | 4                    |
| Bèlgica                         | 3                    |
| Israel                          | 3                    |
| Suïssa                          | 3                    |
| Egipte                          | 2                    |
| Argentina                       | 2                    |
| Austràlia                       | 2                    |
| Libèria                         | 2                    |
| Noruega                         | 2                    |
| Timor Oriental                  | 2                    |
| Unió Soviètica                  | 2                    |
| Índia                           | 2                    |
| Rússia                          | 2                    |
| Bangladesh                      | 1                    |
| R.P. de la Xina                 | 1                    |
| Costa Rica                      | 1                    |
| Dinamarca                       | 1                    |
| Finlàndia                       | 1                    |
| Ghana                           | 1                    |
| Guatemala                       | 1                    |
| Iran                            | 1                    |
| Irlanda                         | 1                    |
| Itàlia                          | 1                    |
| Japó                            | 1                    |
| Iemen                           | 1                    |
| Canadà                          | 1                    |
| Kenya                           | 1                    |
| Mèxic                           | 1                    |
| Birmània                        | 1                    |
| Països Baixos                   | 1                    |
| Palestina                       | 1                    |
| Polònia                         | 1                    |
| Corea del Sud                   | 1                    |
| Tibet                           | 1                    |
| Vietnam                         | 1                    |
| Pakistan                        | 1                    |
| Tunisia                         | 1                    |
| República Democràtica del Congo | 1                    |
| Iraq                            | 1                    |
| Belarús                         | 1                    |
| Filipines                       | 1                    |
| Ucraïna                         | 1                    |
| Iran                            | 1                    |